# 泰安道 (山东)
泰安道，中华民国初期设置的道，属山东省。
民国十四年（1925年）10月，奉系军阀、山东督办兼省长张宗昌废除袁世凯时代设置的山东四道（济南道、济宁道、东临道，胶东道），将山东省分为十一道。泰安道由济南道分置，道尹驻泰安县（今山东省泰安市）。辖泰安县、肥城县、新泰县、莱芜县、东平县、东阿县、平阴县等7县。辖境相当今山东泰安市（宁阳县除外）、莱芜市全境和东阿县、平阴县、梁山县等地。民国十七年（1928年）5月，国民革命军北伐後废。日伪时期又设泰安道。